# 波切神社 (志摩市)
波切神社（なきりじんじゃ）は、三重県志摩市にある神社。

## 概要
所在地は志摩市大王町波切1番地。神紋は花菱。境内敷地面積は4,505m2である。
毎年9月の「わらじ祭」は大きなわらじを舞台で曳いた後に浜から流す祭りで、「波切のわらじ曳き」として三重県の無形民俗文化財に指定されている。沖に浮かぶ大王島にいたダンダラボーシの悪行に困り、村人あるいは韋夜神が知恵を絞り「村にも大男がいるぞ」と大きなわらじなどを作ったところ、それを見たダンダラボーシが驚いて逃げ去ったという伝承に由来するとされる。

## 所管社
西参道口近くに恵比寿を祀る蛭子神の祠がある。

## 歴史
由緒不詳。
明治5年（1872年）に郷社へ加列の上、現社名の波切神社へと改称された後、明治40年（1907年）12月5日、境内社13社（波切神社、神明社、春日社、住吉社、韋夜社、菅原社、伊雑皇社、津島社、熊野社、山祇社、綿津見社、恵比須社、八幡社）並びに無格社4社（山祗社、琴比羅社、猿田彦社、猿田彦社境内社白髭社）を合祀し波切神社と単称する許可を受け、同月26日に合祀祭を挙行した。
正徳3年（1713年）の『志陽略誌』では、八皇子社・八幡宮・熊野権現・荒見天神・翁明神・道祖神等とされている。明治初期の『諸国誌草稿』では、『志陽略誌』と『三国地志』にある八皇子社や八王子祠が波切神社、熊野権現や熊野祠が熊野社、翁明神や老ノ明神祠が猿田彦社と記しており、荒見天神や荒見天神祠とあるのは恐らく菅原社だとしている。また、波切神社の境内社となる以前、恵比須社は熊野社の境内社であった。現在の社殿の位置に神明社、春日社、八幡社、住吉社の祠があり四宮（よつみや）と、また、境内社である伊雑皇社、津島社、熊野社は三社と呼ばれた。

## 祭神
- 国狭槌神 (くにのさづちのかみ）：波切神社鎮座。主祭神
- 天照皇大神（あまてらすすめおおみかみ）：境内社神明社鎮座
- 天児屋根命（あめのこやねのみこと）：境内社春日社鎮座
- 表筒男神（うわつつのおのかみ）：境内社住吉社鎮座
- 中筒男神（なかつつのおのかみ）：境内社住吉社鎮座
- 底筒男神（そこつつのおのかみ）：境内社住吉社鎮座
- 神功皇后（じんぐうこうごう）：境内社住吉社鎮座
- 韋夜神（いやのかみ）：境内社韋夜社鎮座。産土神。葦夜権現
- 菅原道實（すがわらみちざね）：境内社菅原社鎮座
- 伊雑皇大神（いざわのすめおおかみ）：境内社伊雑皇社鎮座
- 素盞嗚尊（すさのおのみこと）：境内社津島社鎮座
- 伊弉冉神（いざなみのかみ）：境内社熊野社鎮座（明治14年4月、字谷奥より遷座）
- 大山祇神（おおやまづみのかみ）：境内社山祇社鎮座の一座と無格社大山祇社（字谷奥466番地）鎮座の一座を合霊
- 豊玉彦神（とよたまひこのかみ）：境内社綿津見社鎮座
- 蛭子神（ひるこのかみ）：境内社恵美須社鎮座（明治14年4月、字谷奥より遷座）
- 応神天皇（おうじんてんのう）：境内社八幡社鎮座の一座と明治38年5月13日に字城山110番地から八幡社へ移転鎮座の一座を合霊
- 金山彦命（かなやまひこのみこと）：無格社琴比羅社（字城山106番地の1）鎮座
- 猿田比古神（さるたひこのかみ）：無格社猿田彦社（字老3601番地）鎮座
- 白髭神（しらひげのかみ）：猿田彦社境内社白髭社鎮座

韋夜神は波切の産土神とされる。熊野を「いや・ゆや」とも読むが、大王町文化財調査委員を務めた地元大慈寺の住職であった秀森典嶺は、波切には別に熊野社が祀られていたことから熊野とは無関係と断定し、出雲の揖夜神社とも音韻が似ている以上の関係はなく、大王崎沖の岩礁大王島の古名「イヤが島」に起源を求めた。三重県を中心に民俗調査を行った堀田吉雄は、志摩では「イヤ」は親（オヤ）に通じると指摘した。

## 祭事

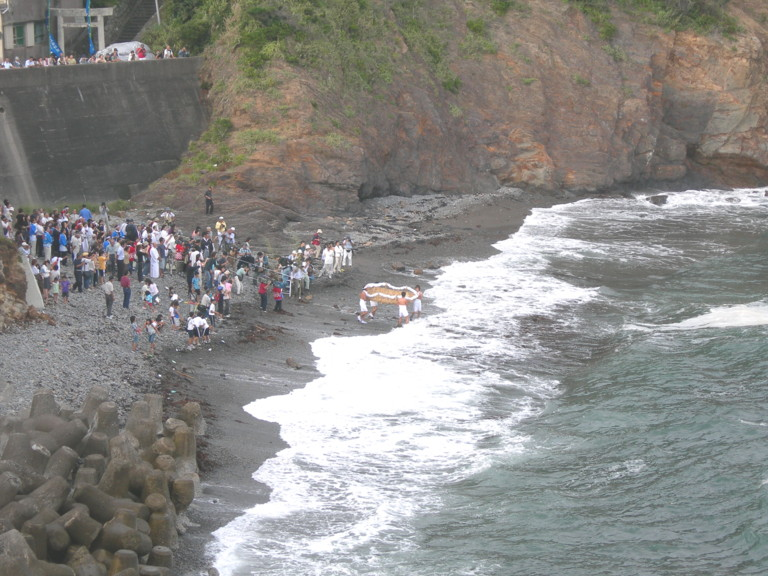
わらじ祭

- わらじ祭：以前は旧暦8月の申の日（申の日が2つあれば前者、3つあれば2つ目）であったが、現在は新暦9月に変更され、大王ふれあい祭の開催日にわらじを流すようになっている。
- 大祭

## 社殿
台風被害が甚大となる地域であるため、昭和49年（1974年）5月2日に鉄筋コンクリート造（106.43m2）の拝殿を持つ鉄筋コンクリート神明造の社殿（9.11m2）へと遷御された。それ以前は木造の社殿であった。

## 交通
- 最寄駅：近鉄志摩線鵜方駅から約10km。
- 最寄バス停：大王崎灯台バス停下車徒歩2分。鵜方駅より御座港行または越賀中学校前行バス約18分。
- 一般国道：国道260号大王崎入口交差点を南東方向に約2km。
- 駐車場：付近に民間の有料駐車場がある。

## 参考資料
- 『三重縣神社誌 四』、三重県庁内三重県神職会編集、三重県庁内三重県神職会、大正15年11月10日
- 『波切の神祭り』、秀森典嶺著、大王町教育委員会、昭和53年6月1日初版、平成3年3月1日再版
- 『海の神信仰の研究 上』、堀田吉雄著、光書房、昭和53年
- 『三重県神社誌』、三重県神社庁編集、三重県神社庁、平成5年10月10日、p.295
- 『大王町史』、大王町史編さん委員会編集、大王町、平成6年8月1日
- 『日本の神々 第6巻 伊勢・志摩・伊賀・紀伊≪新装復刊≫』、谷川健一編、白水社、平成12年7月5日
- 『大王町再発見』、志摩市観光協会大王支部内大王ガイドボランティア、平成20年3月